# Arabiso

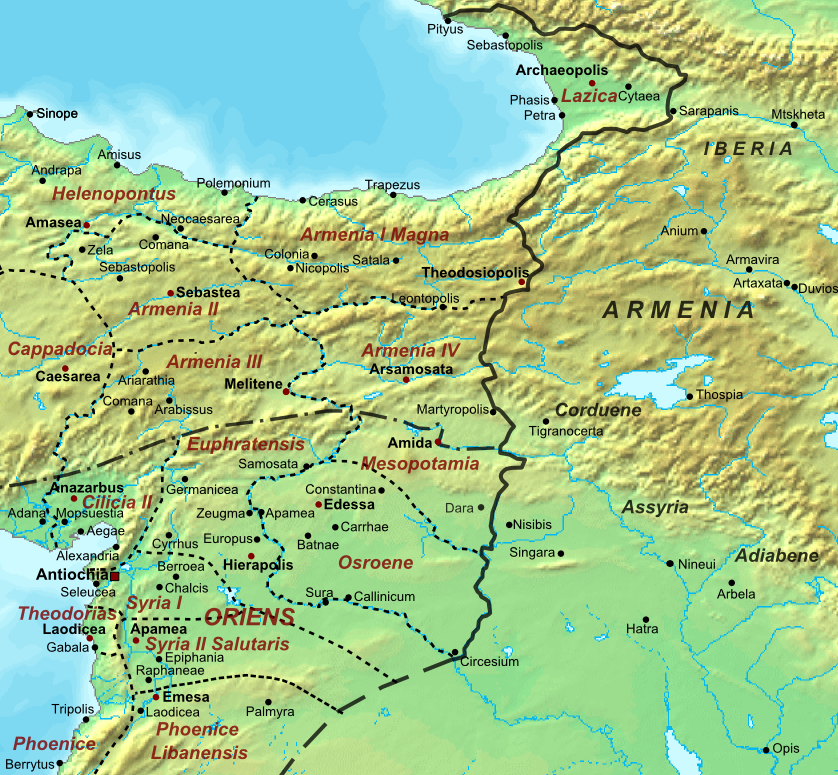
La frontera persa-bizantina alrededor del año 580, incluida la ciudad de Arabissus en la provincia de Armenia III

Arabiso era una ciudad de la provincia romana de Armenia Inferior. En ella nació el emperador bizantino Mauricio en el 539 d. C.

## Ubicación
La ciudad corresponde a la moderna población de Afşin, anteriormente Yarpuz, en la provincia de Kahramanmaraş, Turquía.

## Historia eclesiástica
Arabiso era sede episcopal, con un obispo sufragáneo del arzobispo de Melitene.
Entre sus obispos diocesanos se contaron Otreio, que asistió al Primer Concilio de Constantinopla del 381, Adolio, que estuvo presente en el Concilio de Calcedonia del 451, Adelfio, que firmó la carta pastoral del 458 de los obispos de la provincia de Armenia II al emperador bizantino León I el Tracio para protestar por el asesinato de Proterio de Alejandría, el escritor Leoncio, más tardío en el cargo, y Georgio, que participó en el Concilio Quinisexto del 692. Miguel el Sirio menciona a varios obispos de Arabiso pertenecientes a la Iglesia jacobita entre los siglos VII y X. Entre sus obispos titulares se contó Estêvão Pedro de Alencastre (1924-1940).
Arabisso es en el siglo XXI una diócesis titular de la Iglesia católica.